# Compañía (fuerzas armadas)

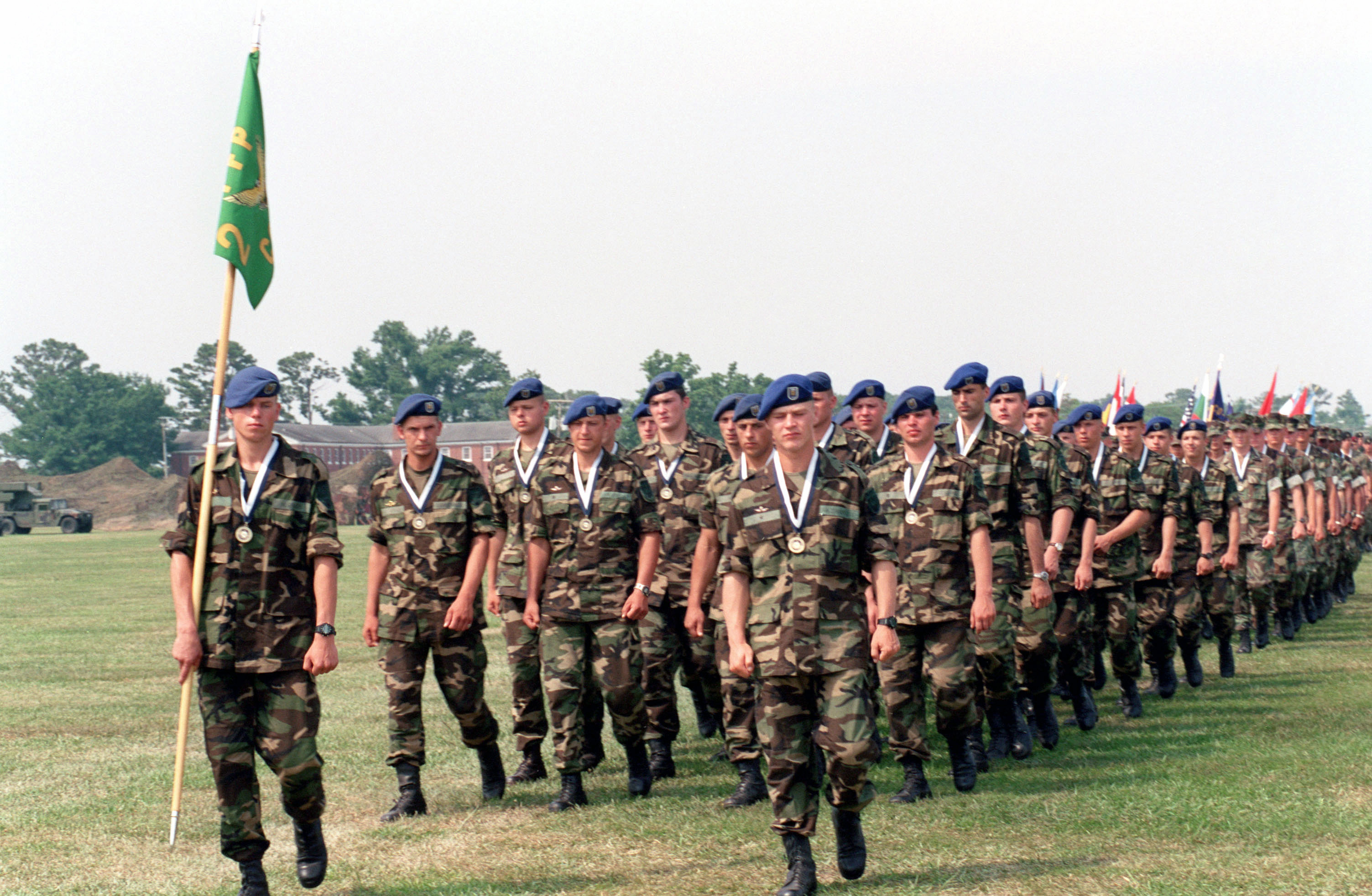

Una compañía, en el ámbito militar, es una subunidad militar de infantería o ingenieros integrada por 70 a 250 soldados, y es equivalente a los escuadrones de caballería y baterías de artillería. Se compone normalmente por entre 3 y 5 secciones de distinto tipo según el país y el ámbito táctico para el que se esté adiestrando. 
La compañía es la primera subunidad que existe, entendiéndose desde 3 ámbitos diferentes, pero complementarios: orgánica, administrativa y táctica.
Es muy habitual en los ejércitos regulares de muchos países y normalmente está bajo el mando de un capitán.
Las compañías se dividen en fracciones llamadas secciones y se agrupan en batallones o regimientos.
Antiguamente, el fondo común que tenían las compañías se llamaba masa, o gran masa o fondo de material.

## Etimología e historia
El origen etimológico parece hallarse en la palabra companium, que en bajo latín significa, grupo o cuadrilla, y de la que derivó companna, empleada ya en tiempos del rey Fernando III de Castilla, y después compaña, transformada a su vez andando el tiempo en compañía. Tanto esta palabra como aquellas sirvieron en la Edad Media para designar las mesnadas o grupos de hombres armados que aportaban los concejos o las nobles para formar la hueste.
En un principio no tenían por qué tener una composición uniforme, pues necesariamente dependía de la riqueza o poderío del que las levantaba o mantenía a sus expensas. Así, habría compañías que no llegaría a contar con 100 hombres, y otras, en cambio, serían muy numerosas. Así como las había exclusivamente formadas por peones o jinetes, o ambos a la vez.
Como el caudillo que se ponía al frente de la compañía se le daba ya entonces el nombre de capitán, cuando se organizaron las primeras milicias permanentes en los reinos peninsulares, a fines del siglo XV, se llamó capitanía y constituyó una agrupación táctica de verdadera importancia, es decir, una masa de combatientes a pie o a caballo, apta por su fuerza para pelear independiente y capaz por sí sola de producir efectos tácticos de consideración.

## España
En la infantería del Ejército español una compañía de infantería ligera, preparada para un ambiente de guerra convencional, está formada por 4 secciones, 3 de fusileros y 1 de armas de apoyo. En total suman 9 pelotones de fusiles, 1 pelotón de morteros medios 81 mm, 1 pelotón de ametralladoras medias MG - 42, 1 pelotón de defensa contra carro con misiles SPIKE y 1 pelotón de lanzagranadas de 40 mm LAG-40. En total unos 140 hombres.

## Argentina
En el Ejército Argentino las compañías son subunidades de las armas de infantería, ingenieros y comunicaciones; de los servicios de arsenales, intendencia, sanidad y transporte; de las tropas técnicas de policía militar y de inteligencia; de las tropas de operaciones especiales de comandos, fuerzas especiales y cazadores; y de las bases de apoyo logístico. En el Arma de Infantería del Ejército Argentino una compañía está formada por tres secciones, dos de ellas de tiradores y una de apoyo, totalizando unos 150 soldados.

## Chile
En el Ejército de Chile, aparte de las compañías como subunidades de otras agrupaciones militares mayores, como batallones, regimientos o brigadas, existen compañías como unidades independientes enmarcadas en una división (o "compañías divisionarias") para labores especialistas o de servicios especiales, como logística, policía militar, inteligencia y comandos. Entre estas compañías divisionarias un caso especial es la Compañía Andina N.º 20 "Cochrane", de 158 integrantes, con acuartelamiento separado en la ciudad de Cochrane, Aysén, que en 2012 fue planteada como una especie de unidad modelo para otras futuras, pensada como destacamento que aporta guarnición, capacidades e incluso población y desarrollo a sitios especialmente apartados, despoblados, con presencia débil del estado chileno y donde éste aspira a reafirmar su soberanía sobre el territorio. En el momento de la activación de la ésta Compañía Andina N°20 se planteó que otras nuevas "compañías andinas" (especialidad de montaña) serían activadas en otros lugares apartados de la Patagonia occidental y el sur de Tierra del Fuego, como Chaitén, Villa O´Higgins y la Bahía Yendegaia, lo que no se ha realizado, al menos hasta el año 2024.  En las brigadas acorazadas existen compañías como unidades de especialidad o arma (ingenieros mecanizados, telecomunicaciones). En ciertos regimientos, geográficamente aislados de otras unidades mayores, se destina una "compañía logística independiente" (como en Copiapó o Tierra del Fuego) para posibilizar el trabajo de la unidad anfitriona. En brigadas y regimientos también es común encontrar como subunidad una compañía antiblindaje.

## Colombia
En él Ejército Nacional de Colombia una compañía está conformada por tres o más pelotones, destinados a labores de mantenimiento, guardia o patrullaje dependiendo la necesidad de dicha unidad. Bajo el mando normalmente de un capitán y en casos especiales de un teniente.